# Pocoyo
Pocoyo é uma série de animação infantil espanhola-britânica produzida pela Zinkia Entertainment, com co-produção da Granada Kids nas duas primeiras temporadas. Foram produzidas cinco temporadas, cada uma contendo 52 episódios de sete minutos de duração.

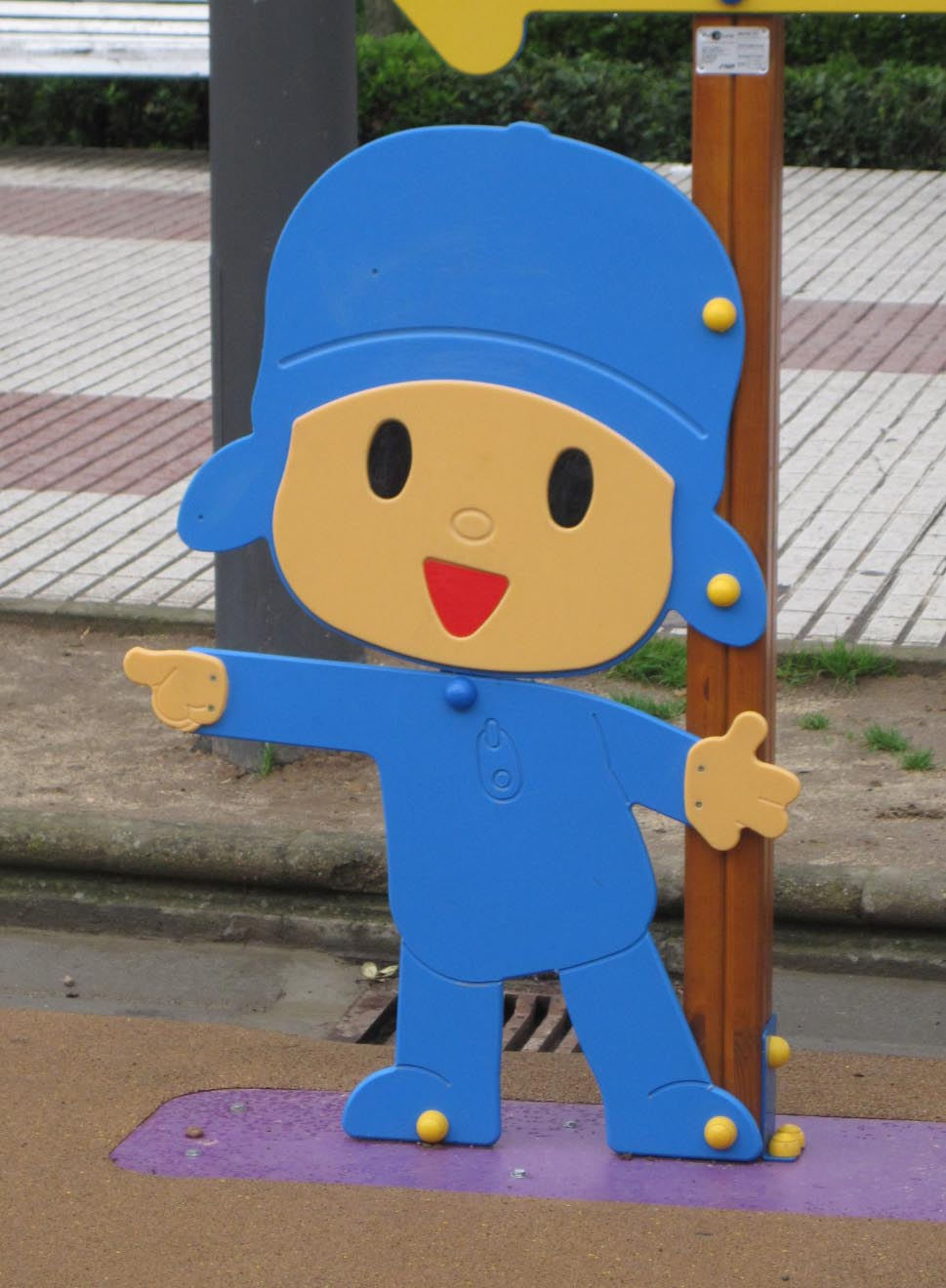
Representação do personagem Pocoyo em um parque infantil

A série estreou nos Estados Unidos pela Fox Broadcasting Company em 15 de abril de 2005.[carece de fontes?] O anúncio de uma quinta temporada foi feito em 2022, para comemorar o aniversário de 20 anos da série.
Na versão em inglês o narrador recebe a voz de Stephen Fry nas duas primeiras temporadas. Em Portugal, a voz do narrador é feita pelo ator Rui Luís Brás.[carece de fontes?] No Brasil, o narrador é Ricardo Fabio.